# Kurt Asle Arvesen
Kurt Asle Arvesen (Molde, 9 de febrero de 1975) es un exciclista noruego que corrió profesionalmente entre 1998 y 2011.
Tuvo su debut en el año 1998 en las filas del Asics-CGA, tras ganar el Campeonato del Mundo en Ruta sub-23 disputado en San Sebastián (España), torneo en el que se impuso a Óscar Freire. Sus mayores logros fueron la carrera clásica E3-Prijs Harelbeke (2008), una etapa del Tour de Francia (2008) y dos etapas del Giro de Italia (2003 y 2007). En sus equipos realizó labores de gregario. Se retiró con el equipo Sky en 2011 y, posteriormente, fue director deportivo de este.
Además, ganó cinco veces el Campeonato Nacional de Noruega de ruta (1997, 1998, 2002, 2008 y 2009).
Tras retirarse como ciclista, se convirtió en director deportivo del equipo Sky. Se marchó en 2017 al Uno-X Hydrogen Development Team, donde estuvo hasta su regreso, en 2025, al INEOS Grenadiers.

## Trayectoria
Tras ganar la medalla de oro en los Campeonatos del Mundo de Ciclismo sub-23 de 1997, Arvesen se convirtió en profesional con el equipo italiano Asics en 1998, donde su posterior compañero del equipo CSC, Ivan Basso, corrió como becario. Ambos corredores pasaron al equipo de Davide Boifava, Riso Scotti-Vinavil, en 1999, que pasó a llamarse Amica Chips-Tacconi Sport en 2000. Sin embargo, los tres años de Arvesen en Italia no le proporcionaron los resultados que presagiaba su victoria en el Campeonato del Mundo sub-23. En 2001, Arvesen y Basso se separaron, y Arvesen pasó al equipo danés Team Fakta, donde vivió sus años más exitosos, culminando con una victoria de etapa en el Giro de Italia de 2003.
En 2004, el equipo Fakta cerró, y tanto Arvesen como el director deportivo Kim Andersen se marcharon al equipo Team CSC. En el equipo CSC, Arvesen corrió principalmente como gregario, pero ganó la carrera por etapas Danmark Rundt así como la CSC Classic en 2004. En el Tour de Francia de 2004, Arvesen ayudó al capitán del equipo, Basso, a terminar segundo en la general. Fue nombrado el corredor más duro del pelotón al finalizar la carrera de tres semanas, tras sufrir graves caídas en varias etapas.
En el Tour de Francia de 2005 volvió a apoyar a Basso. Esta vez, Arvesen tenía fuerzas para correr con agresividad y, en la 17.ª etapa de la carrera, se metió en una escapada con otros 16 corredores que duró hasta la línea de meta. A medida que el grupo en cabeza se desintegraba lentamente, él y el corredor italiano Paolo Savoldelli fueron los últimos en disputar para el sprint, pero Savoldelli se llevó la victoria.
En la temporada de primavera del UCI ProTour 2006, Kurt logró varias clasificaciones entre los diez primeros puestos. En abril, durante un entrenamiento, chocó contra un coche. Salió ileso, a excepción de raspones y una contusión en la rodilla derecha. En menos de una semana tras el incidente, compitió la Rund um den Henninger Turm, aunque no disputó la carrera hasta el final.  Finalmente ganó la Ster Elektrotoer, pero eso no fue suficiente para asegurarle un puesto en la lista del Tour de Francia 2006. En ese mismo año, fue subcampeón en la París-Tours. En el Giro de Italia 2007, ganó la octava etapa tras imponerse en la meta a Paolo Bettini. El 16 de julio ganó la 11.ª etapa del Tour de Francia 2008, su primera victoria de etapa. Tras participar con éxito en una escapada, terminó ganando dos centímetros por delante del número dos.
En el Tour de 2009, Arvesen tuvo un final decepcionante en la 10.ª etapa, justo después de pasar por Guéret.  El campeón noruego había logrado su única victoria de etapa en el Tour en Foix, 12 meses antes, pero el martes 14 de julio de 2009 tuvo un accidente en torno al km 88 de la etapa entre Limoges e Issoudun. Curiosamente, antes de la salida de la 10.ª etapa, bromeó tirándose al suelo, fingiendo una caída.
Tras una semana de rumores, el 10 de septiembre de 2009 se hizo oficial que Arvesen se uniría al equipo UCI a partir de la temporada 2010, junto con sus compatriotas noruegos Edvald Boasson Hagen y Lars Petter Nordhaug. El inicio de la temporada 2010 con el Team Sky se vio empañado por las lesiones. Tras ganar la 1.ª etapa del Tour de Catar (TTT), Arvesen sufrió una caída en la siguiente etapa, rompiéndose la clavícula. Regresó a la bicicleta a tiempo para participar en la Tirreno-Adriático.
Puso fin a su carrera como corredor tras la temporada 2011, pero permaneció en el equipo UCI como entrenador especializado. Se convirtió en Director deportivo del equipo en 2015. En octubre de 2016 se anunció que dejaría Sky y se convertiría en director deportivo de la escuadra noruega UCI Continental.En marzo de 2017, también se anunció que había acordado un contrato permanente con Eurosport para actuar como analista para el canal, tras haber aparecido como comentarista invitado con la emisora durante varios años.

## Palmarés
1997
- Campeonato Mundial en Ruta sub-23
- Campeonato de Noruega en Ruta

1998
- Campeonato de Noruega en Ruta

2001
- 1 etapa del Herald Sun Tour
- Campeonato de Noruega Contrarreloj

2002
- Tour de Schynberg
- Vuelta a Suecia
- 1 etapa de la Vuelta a Dinamarca
- Campeonato de Noruega en Ruta

2003
- 1 etapa del Giro de Italia
- 2.º en el Campeonato de Noruega Contrarreloj

2004
- CSC Classic
- Vuelta a Dinamarca
- 2.º en el Campeonato de Noruega en Ruta
- 2.º en el Campeonato de Noruega Contrarreloj

2005
- 2.º en el Campeonato de Noruega Contrarreloj

2006
- Ster Elektrotoer
- Campeonato de Noruega Contrarreloj

2007
- GP Herning
- 1 etapa del Giro de Italia
- Vuelta a Dinamarca, más 1 etapa
- 3.º en el Campeonato de Noruega Contrarreloj

2008
- E3-Prijs Harelbeke
- Campeonato de Noruega en Ruta
- 1 etapa del Tour de Francia

2009
- 2.º en el Campeonato de Noruega Contrarreloj
- Campeonato de Noruega en Ruta

## Resultados en Grandes Vueltas y Campeonatos del Mundo
| Carrera         | Carrera         | 1998 | 1999 | 2000 | 2001 | 2002 | 2003 | 2004  | 2005 | 2006 | 2007 | 2008 | 2009  | 2010 | 2011 |
| --------------- | --------------- | ---- | ---- | ---- | ---- | ---- | ---- | ----- | ---- | ---- | ---- | ---- | ----- | ---- | ---- |
|                 | Giro de Italia  | ―    | ―    | ―    | ―    | ―    | Ab.  | ―     | ―    | ―    | 62.º | ―    | ―     | ―    | ―    |
|                 | Tour de Francia | ―    | ―    | ―    | ―    | ―    | ―    | 123.º | 89.º | ―    | 67.º | 55.º | Ab.   | ―    | ―    |
|                 | Vuelta a España | ―    | Ab.  | ―    | ―    | ―    | ―    | ―     | ―    | 46.º | ―    | ―    | 108.º | ―    | Ab.  |
| Mundial en Ruta | Mundial en Ruta | Ab.  | ―    | ―    | ―    | 55.º | 42.º | 37.º  | ―    | 13.º | 42.º | Ab.  | 12.º  | ―    | 84.º |

―: no participa
Ab.: abandonó

## Equipos

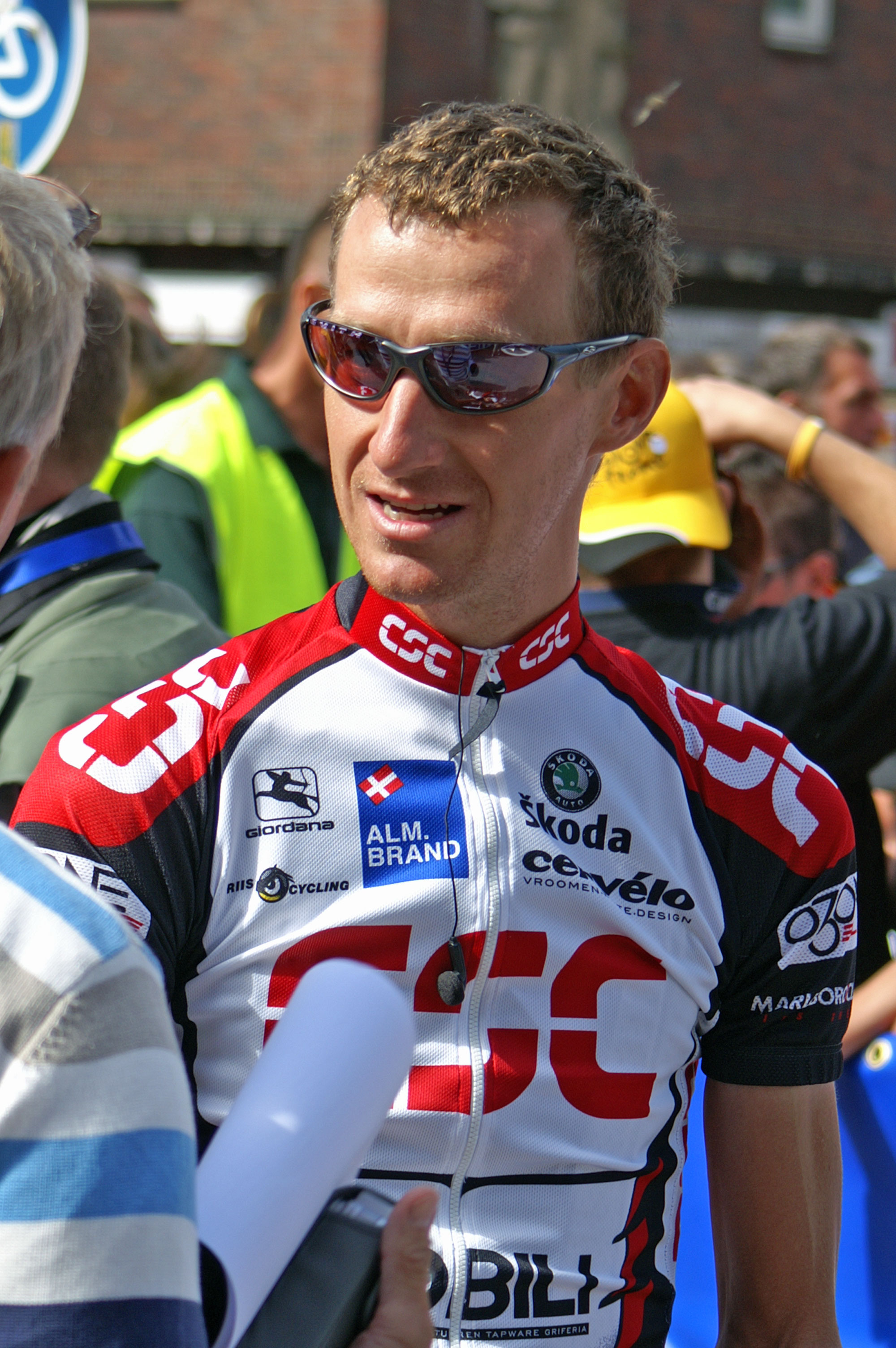
Kurt Asle Arvesen con el maillot del CSC

- Asics (1998)
- Riso Scotti (1999)
- Amica Chips (2000)
- Team Fakta (2001-2003)
- CSC/Saxo Bank
  - Team CSC (2004-2008)
  - Saxo Bank (2009)
- Sky Procycling (2010-2011)